# The Cyclone Kid (film, 1931)
Pour les articles homonymes, voir The Cyclone Kid.
Pour plus de détails, voir Fiche technique et Distribution.
The Cyclone Kid est un western américain pré-Code réalisé par J. P. McGowan, sorti en 1931. Le film met en vedette Buzz Barton, Francis X. Bushman Jr. et Caryl Lincoln.

## Distribution
- Buzz Barton : Buddy Comstock
- Francis X. Bushman Jr. : Steve Andrews
- Caryl Lincoln : Rose Comstock
- Lafe McKee : Harvey Comstock
- Ted Adams : Joe Clark
- Nadja : Pepita
- Blackie Whiteford : Henchman Pete
- Silver Harr : Sheriff